# Andrei Mustonen
Pour les articles homonymes, voir Mustonen.
Andrei Mustonen (né le 3 février 1984 à Pärnu, en Estonie) est un coureur cycliste estonien.

## Palmarès
- 2005
  - 3e du championnat d'Estonie sur route espoirs
- 2006
  - Grand Prix de Lathi
  - 3e du championnat d'Estonie sur route